# Марсель Пруст
Марсе́ль Пруст, повне ім'я Валантен-Луї-Жорж-Ежен-Марсель Пруст (фр. Valentin Louis Georges Eugène Marcel Proust, 10 липня 1871 — 18 листопада, 1922) — французький письменник, есеїст та критик, що здобув світове визнання як автор роману-епопеї «У пошуках утраченого часу» (фр. À la recherche du temps perdu), одного з найвизначніших творів світової літератури двадцятого століття.

## Біографія

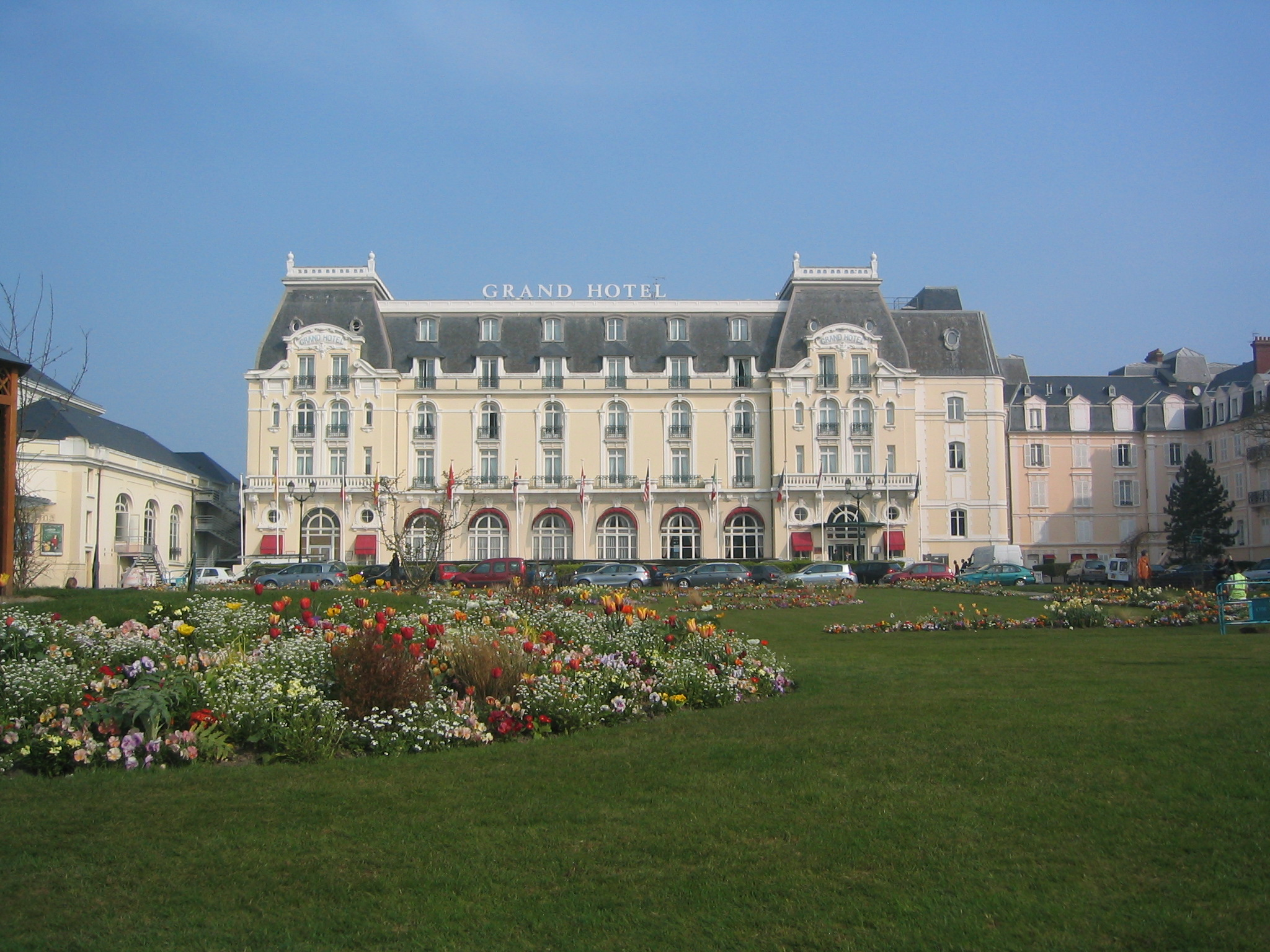
Ґранд готель «Кабур» на атлантичному узбережжі, де Пруст лікував астму, став місцем дії другої частини роману «У затінку дівчат-квіток»

Марсель Пруст народився в районі Отей (фр. Auteuil, південний район Парижа), в будинку свого двоюрідного діда перед самим закінченням франко-прусської війни. Його батько, Адріан Пруст, відомий епідеміолог, займався вивченням способів запобігання розповсюдження холери у Європі й Азії та був автором багатьох книг із медицини та гігієни. Мати, Жанна Вейль, походила з родини успішного біржового маклера єврейського походження. Вона була освіченою та начитаною жінкою, її листи свідчать про неабияке почуття гумору. Марсель був старшим за свого єдиного брата Робера на два роки.
У віці дев'яти років Пруст захворів на астму, й загалом був хворобливою дитиною. У дитинстві він проводив свої канікули у селі Ільє, і саме це село, з деякими елементами дідового будинку в районі Отей, стало моделлю містечка Комбре, де відбуваються основні події «У пошуках втраченого часу». До святкування столітнього ювілею Пруста, село Ільє було перейменовано на Ільє-Комбре.
Літературна діяльність Марселя почалася в ліцеї Кондорсе, до якого він вступив у 1882 році зразу до п'ятого класу, але відвідував не дуже регулярно через часті напади астми. Пруст опублікував свої перші тексти у журналі «Ревю ліла» (La Revue Lilas), що видавався учнями ліцею Кондорсе. За свідченням самого Пруста найраніші тексти, що увійшли до першої збірки «Дні й радості», були написані ним у віці 14 років. Майже всі тексти з цієї збірки спершу були опубліковані в журналах «Бенкет» (Le Banquet) та «Ревю бланш» (La Revue Blanche). По закінченні ліцею в 1889 році Пруст у 1890 році вступив до Політехнічної школи. У Сорбонні він слухав лекції Анрі Бергсона. 1893 року він одержав диплом з права, а 1895 року — диплом з філософії.
Університетські друзі сприяли Прустові в світських знайомствах. Він став завсідником деяких престижних паризьких салонів. Так Жак Бізе запросив його до салону своєї матері мадам Строс, що була вдовою композитора Жоржа Бізе, автора «Кармен». Пруст також відвідував салон пані де Каяве, подруги Анатоля Франса та салон Мадлени Лемер (1845—1928).
Незважаючи на слабке здоров'я, Пруст рік прослужив у французькій армії (1889—1890), і цей епізод знайшов своє відображення у романі «На Германтову сторону» (третя частина епопеї). У молодості Пруст здобув репутацію сноба та дилетанта, через що у нього були певні проблеми із публікацією першої частини роману у 1913 році.
У нього були теплі стосунки з матір'ю. Для того, щоб заспокоїти батька, який наполягав на тому, щоб Марсель ішов працювати, влітку 1896 року він влаштувався у бібліотеку Мазаріні, проте одразу пішов на лікарняний, який тривав кілька років, після чого його звільнили. Він не пропрацював на своїй роботі жодного дня і не переїжджав з дому батьків аж до часу їхньої смерті.
У лютому 1903 року брат Марселя Пруста, Робер, одружився і виїхав з батьківського дому. Батько родини помер у вересні того ж року. Врешті, у вересні 1905 року померла й мати, яку Марсель дуже любив, і яка залишила йому великий спадок (приблизно шість мільйонів доларів у перерахунку на теперішні гроші, що становить місячний дохід у 15 тисяч доларів). Увесь цей час стан його здоров'я безперервно гіршав.

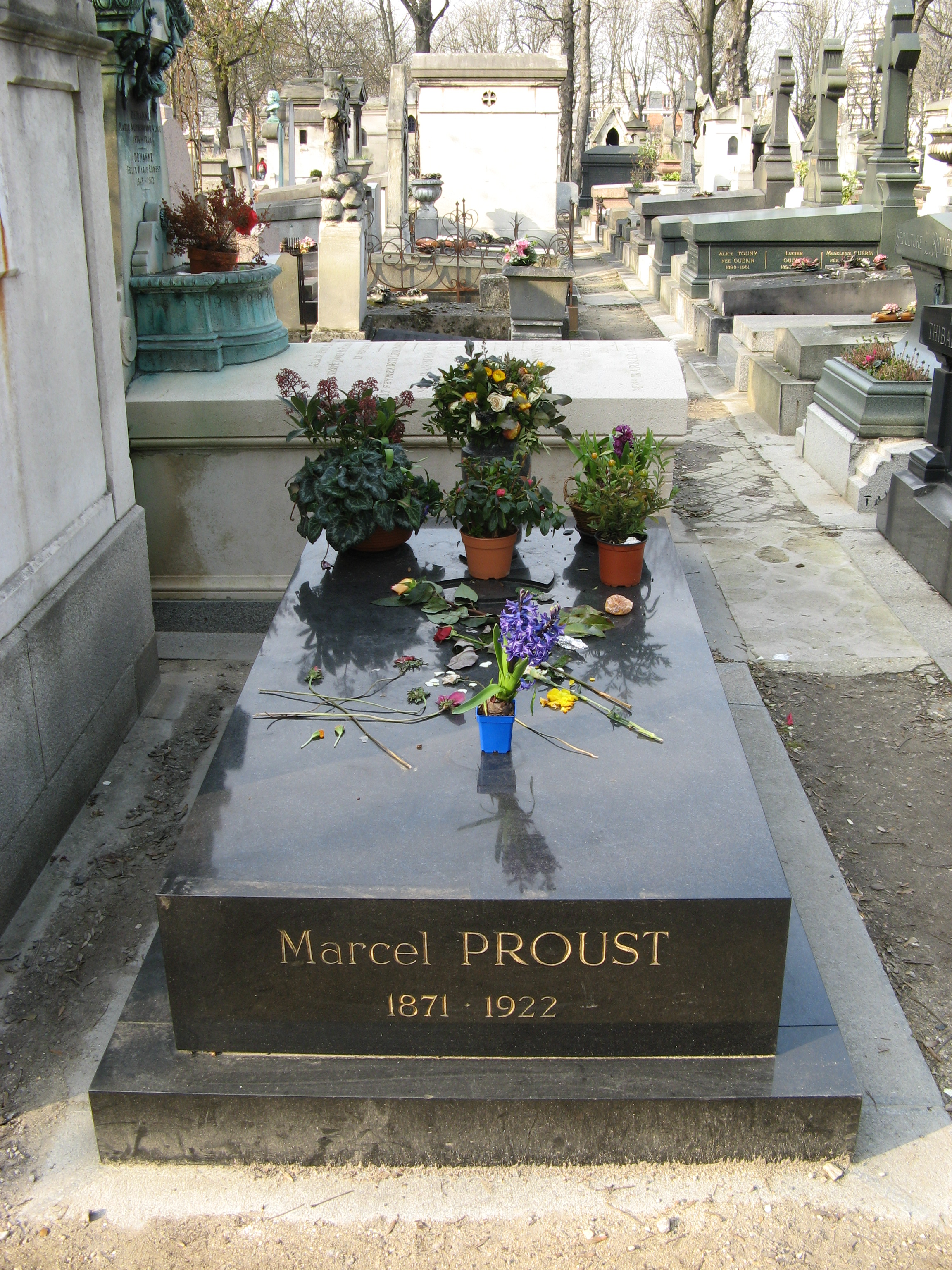
Могила Пруста на цвинтарі Пер-Лашез

Приблизно у 1909 році він почав роботу над основним своїм твором — «У пошуках втраченого часу». З 1907 по 1919 роки Пруст мешкав у квартирі, успадкованій від батьків на бульварі Осман, 102, де й писав свій роман-епопею. У вересні 1913 року вийшов перший роман епопеї «На Сваннову сторону» (фр. Du côté de chez Swann), виданий власним коштом у видавництві «Ґрассе», оскільки видавництво Ґаллімар в особі Андре Жіда забракувало рукопис. До того ж видавництво Ґрассе погодилося на публікацію лише в скороченому варіанті, тож Пруст змушений був вилучити майже 200-сторінковий уривок, який пізніше він включив у другий том. Роман був холодно зустрітий читачами та критиками.
У рік публікації роману «На Сваннову сторону» Пруст близько зійшовся з Альфредом Агостінеллі, якого запізнав ще 1907 року під час перебування у Кабурі. Тоді Агостінеллі працював для Пруста водієм, а 1913 року навідав Пруста в Парижі з проханням посприяти в працевлаштуванні. Пруст призначив його своїм особистим секретарем. Невірність Агостінеллі та його раптова смерть в 1914 році були великим потрясінням для Пруста. Агостінеллі надихнув Пруста на створення образу Альбертіни та написання так званого романного «циклу Альбертіни» — останніх чотирьох частин роману-епопеї, який в літературознавстві протиставляється «циклові Жильберти», що складає перші частини роману.
Другий роман Пруста «У затінку дівчат-квіток» (фр. À l'ombre des jeunes filles en fleurs) приніс йому славу та був удостоєний премії братів Гонкурів за 1919 рік. Під час голосування в гонкурівському комітеті роман Пруста здобув 6 голосів, а роман Ролана Доржелеса «Дерев'яний хрест» — лише 4 голоси. Після Гонкурівської премії Пруст ще більше заглибився в написання й вдосконалення свого роману-епопеї. 1921 року Пруст публікує роман «Ґермантська сторона» (Le Côté de Guermantes). 1922 року — роман «Содом і Гоморра». Інші частини роману-епопеї з'явилися вже після смерті автора. Велику роботу з впорядкування й редагування рукописів Марселя Пруста провів його брат Робер.
Останні три роки свого життя Пруст через тяжку форму астми майже не виходив зі своєї спальні, він спав удень і працював уночі. Марсель Пруст помер 18 листопада 1922 року за вичитуванням однієї з частин роману. Похований у Парижі на цвинтарі Пер-Лашез.

## Особисте життя
Відомо, що Пруст був гомосексуалом; його сексуальність та стосунки з чоловіками часто обговорюються його біографами.

## Творчість

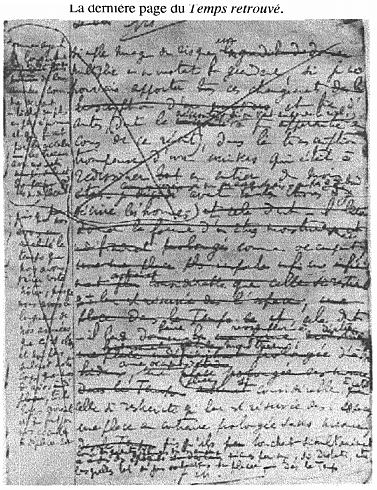
Остання сторінка рукопису роману «В пошуках втраченого часу»

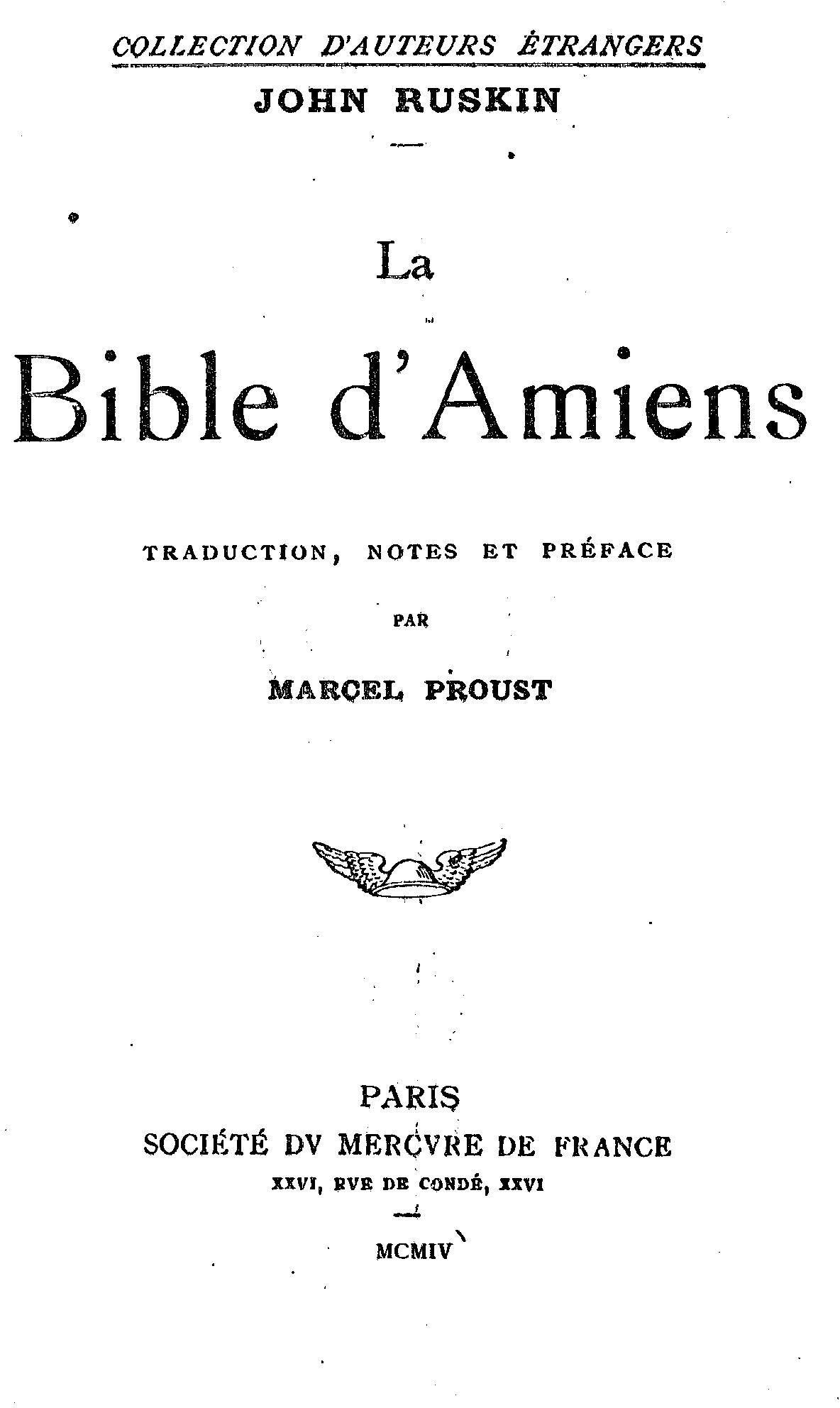
«Ам'єнська біблія» Джона Раскіна перекладена Марселем Прустом

Ще в юності Пруст почав писати й видавати літературні твори. В школі він дописував до журналів La Revue verte та La Revue lilas, а в 1890—1891 вів регулярну світську рубрику в газеті Le Mensuel. У 1892 він був одним із організаторів літературно-критичного журналу Le Banquet. Впродовж наступних кількох років він публікував критичні статті як у цьому журналі, так і в престижному La Revue Blanche. У 1896-му він видав збірку віршів у прозі та оповідань під назвою Les Plaisirs et les Jours («Радості й дні») з передмовою Анатоля Франса.
Починаючи з 1896, Пруст старанно вивчав твори мистецтвознавців сучасної йому епохи: Джона Раскіна, Ральфа Волдо Емерсона та Томаса Карлайла. Під впливом цих авторів склалися його власні погляди на мистецтво, художню літературу, її завдання і місце в житті. Письменник повинен спостерігати за тим, що відбувається, збагнути його суть і врешті відтворити або пояснити цю суть в художньому творі. Захоплення Пруста Раскіном було настільки великим, що він взявся перекласти його твори французькою мовою, незважаючи на недосконале знання англійської. 1904 року була видана «Ам'єнська біблія» Раскіна, а в 1906 «Сезам та лілеї». До обох книг Пруст написав передмову.
Історики літератури відзначають, що крім Раскіна на формування Пруста як письменника вплинули також Сен-Сімон, Монтень, Стендаль, Флобер, Джордж Еліот, Федір Достоєвський та Лев Толстой.

### Збірка «Радості й дні»
«Радості й дні» (фр. Les Plaisirs et les Jours) — перша книжка Пруста, яка є збіркою віршів у прозі та оповідань. Книжка вийшла 1896 року у видавництві Кальман-Леві. Під час публікації роману «У пошуках втраченого часу» Пруст відмовився від перевидання «Радостей і днів», оскільки вважав цю збірку недосконалою.

### Роман «Жан Сантей»
У 1895 році Пруст написав свій перший роман «Жан Сантей» (фр. Jean Santeuil), що вийшов посмертно 1952 року. Головний герой роману — молода людина, що проходить своє становлення в Парижі кінця XIX століття. Літературознавці розглядають роман «Жан Сантей», як своєрідний перший варіант роману «У пошуках втраченого часу». Роман написаний від третьої особи, але є радше автобіографією Пруста. Текст роману не має закінченого вигляду. У романі згадується зокрема справа Дрейфуса, сучасником якої був Пруст. Пруст, за власним висловом, був одним з перших дрейфусарів: він почав збирати підписи під петицією на підтримку Дрейфуса, звинуваченого у зраді. Одним з перших підписантів був Анатоль Франс.

### «Проти Сент-Бева»
Збірку есе «Проти Сент-Бева» (фр. Contre Sainte-Beuve), що вже стала канонічною в корпусі текстів Пруста, вперше видали посмертно, у 1954 році. У збірці зібрано різні тексти, де зароджувалися теми роману «У пошуках втраченого часу» або згадувалися письменники, доробок яких особливо вплинув на Пруста: Бальзак, Флобер тощо. Пруст критикує концепцію відомого французького критика Сент-Бева, за якою творчість письменника є насамперед відображенням його особистого життя й може бути пояснена лише з погляду життя письменника. Натомість Пруст розробляє свою поетику, власне, роман «У пошуках втраченого часу» можна розглядати як реалізацію ідей, викладених у цій збірці. Деякі пасажі Пруст пізніше використав у останній частині свого роману «Віднайдений час».

### «Пастиші й різні тексти»
Збірка «Пастиші й різні тексти» (фр. Pastiches et mélanges) була надрукована Прустом у 1919 році в Нувель ревю франсез. Тут зібрано Прустові передмови та статті, опубліковані в Ле Фігаро, починаючи з 1908 року.

### Роман «У пошуках втраченого часу»
Розпочатий у 1909 році, роман-епопея «У пошуках втраченого часу» (фр. À la recherche du temps perdu) є головною книгою Пруста, він складається з семи романів, у яких діють понад 200 персонажів. Пруст помер раніше, ніж встиг завершити редагування останніх трьох томів, і вони вийшли посмертно після редагування брата Робера. Ліричний герой роману нагадує самого Пруста. В романі розповідається про дорослішання й становлення героя в аристократичному та богемному середовищі Прекрасної епохи на шляху до письменництва.
Критики писали, що сучасний роман розпочинається з Марселя Пруста. Пориваючи із поняттям інтриги, письменник прагне передати правду душі. Про це свідчить композиція «В пошуках втраченого часу»: сюжет розгортається подібно до музичного плану і гри відповідностей, які схожі на поезію. Пруст хотів схопити життя в русі без будь-якого іншого порядку, ніж порядок коливань в емоційній пам'яті. Він залишає унікальні портрети, відтворені місця, роздуми про любов і ревнощі, про образ життя, про порожнечу існування та мистецтво. Його письмовий стиль нагадує розмовний стиль, характеризується іноді довгим реченням, «приголомшливим в його відступах, які підтримували його в повітрі, як повітряні кулі, запаморочливе своєю довжиною, (…) вас захоплює в мережу подій, настільки заплутаних, що можна бути заколисаним його музикою, якби нас раптово не збадьорювало міркування неймовірної глибини.», але згідно з «ритмом нескінченної гнучкості. Пруст його змінює за допомогою коротких речень, оскільки популярна ідея, що проза Пруста складається лише з довгих речень є помилковою (так неначе довгі речення були б вадою)».
"Тільки за допомогою мистецтва ми можемо вийти з нас, дізнатися що бачить інший із цього всесвіту, який є не тим самим як наш і чиї пейзажі залишилися б такими ж невідомими, як ті, що можуть бути на Місяці. Завдяки мистецтву, замість того, щоб побачити єдиний світ, наш, ми бачимо, що він множиться, і стільки, скільки є оригінальних художників, стільки світів є в нашому розпорядженні, відмінніших один від одного, ніж ті які котяться в безкінечність і які століття після того як згасне джерело з якого вони поширюються, зветься він Рембрандтом чи Вермеєром, нам все ще надсилають свій особливий промінь. Ця робота митця прагнути побачити в матерії, в досвіді, в словах щось інше, ця робота цілком протилежна тій, яку щохвилини, коли ми живемо, відвернені від нас самих самолюбство, пристрасть, інтелект, звичка здійснюють в нас, коли вони накидають на наші справжні враження, щоб приховати їх цілком номенклатури, практичні цілі, які ми помилково називаємо життям " (" Віднайдений час).
Аналіз снобізму та аристократичного вищого класу його часу робить твір Пруста головним запитанням стосовно соціальних спонук особистості, її стосунків з іншими, інструментів соціального сходження. Як і Оноре де Бальзак, Марсель Пруст створив уявний світ, населений персонажами, які сьогодні стали соціальними чи моральними типами, взятими у всіх класах суспільства. Як отець Горіо, Ежені Гранде, герцогиня Ланже або Вотрен у Бальзака, Мадам Вердюрен, герцогиня Германтська, Шарлюс або Шарль Сванн, в Пруста є персонажами в яких втілюється певна характеристика: честолюбство, безкорисливість, світськість, слабовілля. "Це знамениті " мономани " Бальзака, яких ми бачимо, насправді у великих ентузіастах Пруста, в Шарлюсі, в оповідачі, коли він стає мучитилем себе та Альбертини, у Сванні, який засліплений Одеттою, в Сен-Лу, з моменту, коли цей загадковий і мінливий персонаж розкриває свою справжню подобу. Всіх їх стосуються слова Бальзак: «люди з пристрастю»(…). Сванн за декілька місяців знищує своє світське становище, яке він створював роками (…). Наприкінці «У пошуках втраченого часу» мадам Вердюрен, яка стала принцесою Германтською, Блок (…), який збирається ввійти в академію, Морель, «велика, чесна людина», (…) — Бальзаківські тріумфатори, це тріумф недостойних (…). Пруст глибший, ніж Бальзак. Він відкрив, навіть, те, що можна назвати звичайною транскрипцією мономанів, систематичною деформацією чутливості та міркування (…), про які Бальзак не думав. Шарлюс не тільки одержимий своїм пороком, як Клаес або Гранде за допомогою ідеї фікс, як Уло за допомогою свого смаку (…), але він також бачить повсякденне життя Парижа крізь пофарбоване скло своєї постійної стурбованості. Його чутливість, бачення просочені його фіксованою ідеєю, яка змусила його побудувати Всесвіт, в якому всі дії пояснюються його гомосексуалізмом і в якому єдині захопливі події — це ті, що сприяють його схильності. Цей глибокий, невипадковий паралелізм Бальзака і Пруста ставить нас на шлях. Їх демонстративні персонажі схожі, тому що їх пояснення пристрастей людей, що здається таким різним, переважно спирається на ту саму ідею. Для Пруста, як і для Бальзака, уява — це королева битв: ми — це те, що наша уява робить з нас ".
Любов та ревнощі проаналізовано у новому світлі. Любов у Сванна чи оповідача існує тільки через ревнощі. Ревнощі або простий факт не бути обраним утворюють любов, яка вже існуючи, живиться не повнотою своєї реалізації, а відсутністю. Сванн одружується з Одеттою де Кресі тільки тоді, коли її вже більше не кохає. Оповідач ніколи так не любив Альбертини, як тоді, коли вона зникла. «Люблять тільки те, в чому переслідують щось недоступне, люблять тільки те, чим не володіють.» — написав Пруст в «Полонянці». Ця теорія, розроблена в творі, точно відображає думку Пруста, яка проілюстрована відомою зустріччю між письменником та молодим Еммануелем Берлом, зустріч, що останній описує у своєму романі «Сильвія» (1952). Коли Берл розповів Прусту про своє взаємне кохання до молодої жінки, Пруст висловив побоювання « щоб Сільвія не стала між Берлом і його любов'ю до неї», опісля перед нерозумінням Берла, що наполягав на тому, що може існувати щасливе кохання, Пруст розлючується і припиняє розмову з молодим чоловіком. «У Пошуках втраченого часу» приділяє важливе місце аналізу гомосексуалізму, зокрема в «Содомі і Гоморрі», де з'являється у своїй справжній подобі Шарлюс.
Зрештою твір вирізняється своїм гумором і метафоричним змістом. Гумор, наприклад, коли оповідач відтворює ліричний стиль слуги Жозефа Періґо чи помилки в мові директора Бальбецького готелю, який каже одне слово замість іншого (небо всідлане зорями замість всіяне). Метафоричний зміст, наприклад, коли оповідач порівнює пережовування своєї гувернантки Франсуази, жінки селянського походження, яка має тенденцію постійно повертатися до одних і тих самих тем, із систематичними поверненнями мотивів фуги Баха.
Одна з особливостей роману — використання прийому мимовільної пам'яті. Ідея мимовільної пам'яті, тобто випливання у пам'яті спогадів про певні події через далекі й не зовсім зрозумілі ланцюжки асоціацій, завдяки роману Пруста отримала самостійне життя в психології. Такий тип пам'яті навіть називають прустівською.
Твір Марселя Пруста — рефлексія про час. «В пошуках втраченого часу» ставить питання про саме існування часу, про його відносність, про нездатність схопити теперішній час. Життя проходить без того, щоб людина це усвідомлює і тільки непередбачувана подія створена відчуттям смаку мадленки, спотиканням об бруківку змушує виринути у свідомості минуле в своїй цілісності і зрозуміти, що тільки час минулий, втрачений має цінність (поняття «Прустівської ремінісценціЇ»). Час не існує ні в теперішності, ні в прийдешності, а тільки в минулому, усвідомлення якого є близьким до смерті. Спуск сходами, під час якого оповідач не впізнає відразу людей, що були супутниками в його житті символізує неможливість побачити як проходить час в собі самому так і в інших. Все життя ми зберігаємо образ людей такими, якими вони з'явилися перед нами першого дня і усвідомлення старіння їхніх облич під дією часу робить людей непізнаваними до тих пір поки їх впізнавши ми усвідомлюємо власну близьку смерть. Тільки усвідомлення часу, що минув дає єдність нашій розпорошеній повсякденності.
Українською мовою роман був перекладений Анатолем Перепадею та публікувався у видавництві « Юніверс» з 1997 по 2002 рік.

## Рецепція
Роман Пруста «У пошуках втраченого часу» — один з найкоментованіших творів світової літератури. Проте для визнання виняткового значення творчості Пруста для розвитку літератури та насамперед романного жанру мав проминути деякий час. Сучасники не сприймали роман Пруста як шедевр. Схвальні відгуки у міжвоєнний час таких письменників, як Жан Кокто, Поль Моран, Жак Рів'єр, Рамон Фернандес, Франсуа Моріак та Андре Жід були досить стриманими. У 1930-ті роки Прустові закидали, що його роман задовгий, заскладний, а отже нудний.
Ставлення до Пруста змінилося в 1950-ті роки. Симптоматичною у зміні оцінок щодо Пруста була книжка Андре Моруа «У пошуках Марселя Пруста», що з'явилася в 1949 році. Популяризації творчості Пруста сприяла також масштабна біографія Джорджа Д. Пейнтера, видана в 1959 році й перевидана в 1965 році. Окрім суто біографічного аспекту пробудився інтерес і до стилю Пруста. Так в 1948 році з'являється праця Жана Мутона «Стиль Марселя Пруста», а 1950 року — праця Жермена Бре «Від втраченого часу до часу віднайденого», присвячена надскладній структурі Прустового роману.
У 1950—1970 роки публікуються визначальні для сьогоднішнього сприйняття Пруста розвідки таких літературознавців, як Іветт Лурія («Стилістична конвергенція у Пруста», 1957), Жан Руссе («Форма і значення», 1962), Б. Г. Роджерс («Наративні техніки Пруста», 1962, перевид. 2000), Марсель Мюллер («Наративні голоси в Пошуках втраченого часу», 1965), Жан Міллі («Фраза Пруста», 1975), Жан-Ів Тадьє («Пруст і роман», 1971), Жерар Женетт («Фігури III», 1972). Особливу увагу до прустового доробку виявляють у цей час і письменники: Наталі Саррот («Ера підозри», 1956), Мішель Бютор («Репертуар I», 1960; Репертуар II, 1964), Жульєн Ґрак («Леттрини II», 1974; «Пруст як кінцевий пункт», 1986), Жорж Батай (есе у збірці «Література і зло»).
Квантитативний аналіз словника та довжини Прустової фрази запропонував Етьєн Брюне у праці «Словник Марселя Пруста» (1983). Особливого значення набуло інтертекстуальне прочитання роману Пруста, тобто наскільки Пруст перебував під впливом попередників та якою мірою він сам вплинув на розвиток літератури. Показовою тут була розвідка Жерара Женетта «Пруст палімпсест» у збірці есе «Фігури I» (1966).
Багатство та витонченість психологічних характеристик в романі Пруста збудили інтерес до психологічного аналізу його творчості під різними кутами зору: Жан-П'єр Рішар «Пруст та чуттєвий світ» (1974), Жорж Пуле «Прустовий простір» (1963), Серж Дубровскі «Місце печива мадлен» (1974). Творчість Пруста аналізували з погляду соціології (П. Зіма «Бажання міфу. Соціологічне прочитання Марселя Пруста» (1974)) та філософії (Жіль Дельоз «Пруст і знаки» (1964), Юлія Крістева «Чуттєвий час», 1994).
Популяризації роману Пруста сприяли видання в престижній бібліотеці Плеяди у 1953 році в редакції П. Кларака та А. Ферре (3 томи) та в 1987—1989 роках в редакції Жана-Іва Тадьє (4 томи), а також видання майже всього доробку Пруста в дешевому кишеньковому форматі. 1998 року роман «У пошуках втраченого часу» вперше вийшов в одному томі у серії «Quarto». За основу тут взяли видання Жана-Іва Тадьє в бібліотеці Плеяди, але без наукового апарату (приміток, передмови, коментарів).
Роман Пруста мав визначальний вплив на розвиток французької прози та романного жанру загалом. На думку багатьох літературознавців французький роман у XX столітті розвивався у двох напрямках: напрямком Пруста (надскладний синтаксис, максимальне заглиблення у внутрішній світ людини) та напрямком Селіна (надпростий синтаксис розмовної мови, намагання передати спонтанні реакції людини, її оголені емоції). Традиція Пруста простежується у творчості багатьох сучасних письменників. Зокрема можна згадати такі імена, як Жульєн Ґрак, Наталі Саррот, Мішель Бютор, Марґеріт Дюрас, Клод Сімон, Жан-Марі Ґюстав Ле Клезіо.
Прустом цікавилися багато майстрів кіно, зокрема Лукіно Вісконті, який написав сценарій «У пошуках втраченого часу» (опублікований 1984 року). Проте екранізації видалися доволі складною справою. Тож фільмів за Прустом не так багато: Персі Адлон «Селеста» (1981), Фолькер Шлендорф «Кохання Сванна» (1984), Рауль Руїс «Віднайдений час» (1999), Шанталь Акерман «Полонянка» (2000, 2002).
9 січня 2011 року на французькому телеканалі TSR2 та 1 лютого на телеканалі France 2 транслювався телевізійний фільм Ніни Компанеес (Nina Companeez) за романом «У пошуках втраченого часу».
Наразі можна вести мову лише про одну вдалу адаптацію роману Пруста в жанрі коміксу, що належить Стефанові Еє (Stéphan Heuet). Комікс Еє, що вже складається з 5 томів, був перекладений німецькою та англійською мовами.

## Твори

### У пошуках втраченого часу(À la recherche du temps perdu)
- На Сваннову сторону (Du côté de chez Swann, 1913)
- У затінку дівчат-квіток (À l'ombre des jeunes filles en fleurs, 1919) — Гонкурівська премія
- Ґермантська сторона (Le Côté de Guermantes, 1921/22)
- Содом і Гоморра (Sodome et Gomorrhe, 1921/22)
- Полонянка (La Prisonnière, 1923)
- Альбертина зникає (Albertine disparue, 1925)
- Віднайдений час (Temps retrouvé, 1927)

### Інші твори
- «Радості й дні» Les Plaisirs et les Jours, Calmann-Lévy, 1896
- «Ам'єнська біблія» La Bible d'Amiens, передмова, переклад і примітки до праці Джона Раскіна «The Bible of Amiens», Mercure de France, 1904
- «Смерть соборів» La mort des cathédrales, Le Figaro, 16 août 1904
- «Сезам і лідея» Sésame et les lys, переклад і примітки до праці Джона Раскіна «Sesame and Lilies», Mercure de France, 1906
- «Пастиші й різні тексти» Pastiches et mélanges, NRF, 1919
- «Хроніки» Chroniques, 1927
- «Жан Сантей» Jean Santeuil, (перший роман Пруста), 1952
- «Проти Сент-Бева» Contre Sainte-Beuve (есе, в якому закладено основні мотиви «Пошуків»), 1954
- «Шарден і Рембрандт» Chardin et Rembrandt, Le Bruit du temps, 2009

## Анкета Пруста
Пруст також знаний як автор однойменної анкети (фр. Questionnaire de Proust) — списку запитань, які мають дати уявлення про особисті уподобання опитуваної людини. У підлітковому віці Пруст відповів на запитання такої анкети, яка ще в 1860-их роках були вигадана в Англії під назвою «Сповідь». Отже автором анкети був не Пруст, проте деякі Прустові відповіді стали знаменитими, наприклад, на запитання «Як би ви хотіли померти?» Пруст відповів: «Я краще не хотів би» (« J'aimerais mieux pas»). Саму анкету нерідко використовували в мас-медіа, починаючи від французького журналіста Бернара Піво в програмі «Бульйон культури» й закінчуючи російсько-американським журналістом Володимиром Познером в програмі «Познер».

### Загальні праці та біографії
- Dictionnaire Marcel Proust / Annick Bouillaguet, Brian G. Rogers, Paris, Honoré Champion, 2004 (дуже детальна енциклопедія про творчість Марселя Пруста, левова частка видання присвячена роману «У пошуках утраченого часу»: передісторія, видання, будова, символіка, персонажі, цитати, ремінесценції, рецепція в різних країнах, дослідники Пруста тощо).
- Samuel Beckett, Proust, essai composé en anglais en 1930, traduit en français par É. Fournier, Éditions de Minuit, 1990
- Maurice Blanchot, " L'étonnante patience ", розділ про Пруста в книзі le Livre à venir, Gallimard, 1959
- Annick Bouillaguet, Brian G. Rogers (dir.), Dictionnaire Marcel Proust, Honoré Champion, coll. " Dictionnaires et références ", 2004
- Georges Cattaui, Marcel Proust, Proust et son Temps, Proust et le Temps, préface de Daniel-Rops, Julliard, 1953
- Philippe Chardin, Proust ou le bonheur du petit personnage qui compare, Honoré Champion, 2006.
- Philippe Chardin, Originalités proustiennes, Kimé, 2010.
- Antoine Compagnon, Proust entre deux siècles, Seuil, 1989, rééd. 2013.
- Gilles Deleuze, Proust et les signes, PUF, 1970
- Robert Dreyfus, Souvenirs sur Marcel Proust (accompagnés de lettres inédites), Paris, Grasset, 1926
- Pietro Citati, La Colombe poignardée, Proust et la Recherche, Gallimard, 1997
- Évelyne Bloch-Dano, Madame Proust, biographie de la mère de Marcel Proust, Grasset, 2004
- Ghislain de Diesbach, Proust, Perrin, 1991
- Roger Duchêne, L'Impossible Marcel Proust, Robert Laffont, 1994
- Michel Erman, Marcel Proust, Fayard, 1994
- Diane de Margerie, Proust et l'obscur, Albin Michel, 2010
- Claude Mauriac, Proust, coll. " Écrivains de toujours ", Seuil, 1953
- François Mauriac, Du côté de chez Proust, La Table ronde, 1947
- Nathalie Mauriac Dyer, Proust inachevé, le dossier Albertine disparue, Honoré Champion, 2005
- André Maurois, À la recherche de Marcel Proust, Hachette, 1949
- André Maurois, Le Monde de Marcel Proust, Hachette, 1960
- George Painter, Marcel Proust, 2 vol., Mercure de France, 1966—1968, traduit de l'anglais et préfacé par Georges Cattaui ; édition revue, en un volume, corrigée et augmentée d'une nouvelle préface de l'auteur, Mercure de France, 1992
- Christian Péchenard, Proust à Cabourg, Quai Voltaire 1992, Proust et son père, Quai Voltaire 1993, Proust et Céleste, La Table Ronde 1996. Ces trois ouvrages sont réunis en un volume Proust et les autres, La Table Ronde 1999
- Gaëtan Picon, Lecture de Marcel Proust, Mercure de France, 1963
- Léon Pierre-Quint, Marcel Proust, sa vie, son œuvre, Sagittaire, 1946
- Jean-François Revel, Sur Proust, Grasset, coll. " Les Cahiers rouges ", 1987
- Jean-Pierre Richard, Proust et le monde sensible, Seuil, 1974
- Anne Simon, Proust ou le réel retrouvé, Paris, PUF, 2000
- Edmund White, Marcel Proust, Fides, 2001
- Мамардашвили М. К. Психологическая топология пути: М.Пруст «В поисках утраченного времени» [: лекции 1984–1985 гг. ] / Редактор И. К. Мамардашвили. СПб.: Русский Христианский гуманитарный институт, 1997. — 571 с. — ISBN 5-88812-049-9
- Жан-Ів Тадьє. Марсель Пруст : біографія / З франц. переклали А.Перепадя та З.Борисюк. — Київ: «Юніверс», 2011

### Наукові монографії
- Martine Beugnet et Marion Schmid, Proust at the Movies, Ashgate, Aldershot et Burlington, 2004, 261 p. (ISBN 0-7546-3541-4)
- Catherine Bidou-Zachariasen, Proust sociologue. De la maison aristocratique au salon bourgeois, Descartes, 1997
- Brassaï, Marcel Proust sous l'emprise de la photographie, Gallimard, 1997
- Alain Buisine, Proust et ses lettres, Presses Universitaires de Lille, coll. " Objet ", 1983
- William C. Carter, Proust in Love, Yale University Press, New Haven et Londres, 2006, 266 p. (ISBN 0-300-10812-5)
- Antoine Compagnon, Proust entre deux siècles, Le Seuil, 1989
- Joseph Czapski, Proust contre la déchéance: Conférence au camp de Griazowietz, Noir sur blanc, 2004 et 2011
- Serge Doubrovsky, La Place de la madeleine, Écriture et fantasme chez Proust, Mercure de France, 1974
- Clovis Duveau, Proust à Orléans, édité par les Musées d'Orléans, 1998.
- Albert Feuillerat, Comment Marcel Proust a composé son roman, Slatkine, 1972 (1re édition 1934)
- Louis Gautier-Vignal, Proust connu et inconnu, Robert Laffont, 1976
- Anne Henry, Marcel Proust. Théories pour une esthétique, Klincksieck, 1983
- Sylvaine Landes-Ferrali, Proust et le Grand Siècle, Gunter Narr Verlag, Tübingen
- Franck Lhomeau et Alain Coelho, Marcel Proust à la recherche d'un éditeur, Olivier Orban, 1988
- Léon Pierre-Quint, Comment travaillait Proust, Bibliographie, Les Cahiers Libres, 1928
- Georges Poulet, L'Espace proustien, Gallimard, 1963
- Jean Recanati, Profils juifs de Marcel Proust, Paris, Buchet-Chastel, 1979
- Thomas A Ravier, Éloge du matricide: Essai sur Proust, Gallimard, coll. " L'Infini ", Paris, 2008, 200 p. ((ISBN 978-2-07-078443-1))
- Niels Soelberg, Recherche et Narration. Lecture narratologique de Proust, Copenhague, Museum Tusculanum Press, 2000
- Michael Sprinker, History and Ideology in Proust. " À la recherche de temps perdu " and the Third French Republic, London, Verso, 1998
- Philippe Willemart, "Proust, poète et psychanalyste.Paris, L´Harmattan, 1999
- Stéphane Zagdanski, Le Sexe de Proust, Gallimard, coll. " L'infini ", 1994

### Журнали, присвячені Прусту
- Cahiers Marcel Proust, 1927—1935 (перша серія)
- Cahiers Marcel Proust, 1971—1987 (друга серія)
- Bulletin Marcel Proust, з 1950- Зміст на сайті журналу [Архівовано 16 лютого 2009 у Wayback Machine.]
- Bulletin d'informations proustiennes, з 1975- Зміст на сайті журналу [Архівовано 4 листопада 2011 у Wayback Machine.]
- La Revue des Lettres Modernes. Série Marcel Proust, з 1992-
- Marcel Proust Aujourd'hui, з 2003- Зміст на сайті журналу

## Товариства Марселя Пруста
- Нідерланди: Marcel Proust Vereniging Nederland
- Німеччина: Marcel Proust Gesellschaft
- Франція: Société des Amis de Marcel Proust et des Amis de Combray